# 가요시대
가요시대는 매주 일요일 오후 2시에 MBC 뮤직으로 방송되는 음악 프로그램이다.

## 기획 의도
트로트부터 1980년 ~ 1990년대를 풍미했던 추억의 음악까지 전 장르와 전 세대를 아우른 음악 프로그램이다.

## 구성
- 1주차 - 인기 트로트 HOT 30
- 2주차 - 인기 뮤지선 차트 HOT 5

## 방송 회차

### 2014년
| 회차 | 방송일    | 출연자                                                                                             |
| ---- | --------- | -------------------------------------------------------------------------------------------------- |
| 1    | 4월 4일   | 박현빈, 이부영, 조항조, 금잔디, 강진, LPG                                                          |
| 2    | 4월 11일  | 해바라기                                                                                           |
| 3    | 4월 18일  | 키스 앤 크라이, 와썹, 김소정, 에이프린스, 베스티, 알파벳                                           |
| 5    | 6월 8일   | 오삿갓, 진시몬, 아라지오, 진성, 소명, 서지오, 김용임, 박일준, 우연이, 신유, 진성                   |
| 6    | 6월 15일  | 자전거 탄 풍경, 하남석, 강지민                                                                     |
| 7    | 6월 22일  | 박시환, 에릭남, 다이아트리, 미스터 미스터, 이천원, GI                                              |
| 9    | 7월 6일   | 조항조, 홍진영, 김용임, 윙크, 이부영, 조은새, 장민호, 신유, 성진우                                 |
| 10   | 7월 13일  | 변진섭                                                                                             |
| 11   | 7월 20일  | 휘성, 백지영, 홍대광, 투빅, 앤씨아, 에이프린스, 퀸비즈                                             |
| 13   | 8월 3일   | 현숙, 배일호, 박상철, 강진, 신유, 금잔디, 이지민, 연지후, 지원이, 나미애                           |
| 14   | 8월 17일  | 지서련, 일기예보, 전원석, 마로니에 프렌즈, 리치                                                    |
| 15   | 9월 7일   | 금잔디, 진성, 진미령, 윤수현, 후니용이                                                             |
| 16   | 9월 21일  | 현진영, 영턱스클럽, 심신, 이성욱                                                                   |
| 17   | 10월 5일  | 진미령, 배일호, 신유, 한영, 박윤경, 박정식                                                         |
| 18   | 10월 19일 | 김창기, 추가열, 여행스케치, 강지민, 김희진                                                         |
| 19   | 11월 9일  | 박구윤, 김용빈, 양양, 문희옥, 강문경, 유지나, 홍진영                                               |
| 20   | 11월 23일 | 소찬휘, 박완규, 고유진, 서문탁                                                                     |
| 21   | 12월 7일  | 조항조, 진성, 김용임, 홍진영, 금잔디, 장민호, 조정민, 오로라, 양양, 후니용이, 태성, 반가희, 이주영 |